# 卡尔施泰特 (梅克伦堡-前波美拉尼亚州)
卡尔施泰特（德語：Karstädt）是德国梅克伦堡-前波美拉尼亚州的一个市镇，隶属于路德维希斯卢斯特-帕尔希姆县。总面积为19.71平方千米，截至2020年总人口为614人。